# Sergej Svetlov
Sergej Aleksandrovitsj Svetlov (Russisch: Сергей Александрович Светлов) (Penza, 17 januari 1961) is een Russisch ijshockeyer.
Svetlov won tijdens de Olympische Winterspelen 1988 de gouden medaille met de Sovjetploeg.
Svetlov werd in 1986 wereldkampioen.